# Izatha walkerae
Izatha walkerae là một loài bướm đêm thuộc họ Oecophoridae. Nó là loài đặc hữu của New Zealand, ở đó nó được tìm thấy ở đông bắc South Island.
Sải cánh dài 18–20 mm đối với con đực. Con trưởng thành bay vào tháng 11 and tháng 1.